# Gardener of Eden - Il giustiziere senza legge
(Adam nel film)
Gardener of Eden - Il giustiziere senza legge (Gardener of Eden) è un film del 2007 diretto da Kevin Connolly con protagonista Lukas Haas.
Il film, presentato al Sundance Film Festival, è stato distribuito in Italia il 20 giugno 2008 dalla Medusa Film.

## Trama
Dopo essere stato cacciato dal college ed aver iniziato a lavorare come commesso, Adam Harris si trova ad un punto della vita in cui deve decidere che strada prendere. Ma un giorno Adam, che ha assistito ad un orribile incidente, comincia a chiedersi: "Perché le cose peggiori capitano sempre alle brave persone?" e a riconsiderare tutta la sua vita. Come inevitabile conseguenza di queste riflessioni, Adam perde il lavoro, viene sbattuto fuori casa dai genitori e, cosa ancora peggiore, viene allontanato dai suoi più stretti amici.
A quel punto la sua vita gli appare inutile e, in un eccesso di rabbia, compie vandalismi per tutta la città. Non ancora  soddisfatto, decide di sfogarsi picchiando il primo sfortunato che incontra per strada, e infatti aggredisce una persona apparentemente innocente.
All'arrivo della polizia, Adam è convinto di finire in prigione, ma le cose vanno diversamente, perché il tizio che ha picchiato in realtà è un violentatore ricercato, ed Adam diventa suo malgrado il più improbabile degli eroi.
Invece di finire in carcere, riceve un cospicuo assegno come ricompensa per quello che ha fatto e rimane talmente impressionato dalle conseguenze del suo gesto da convincersi che la sua vocazione è quella di diventare uno spericolato giustiziere metropolitano.
Ma, respinto dal Sistema, che nemmeno gli consente di diventare un poliziotto, Adam cerca di uscirne, facendosi vendicatore notturno e solitario.
La sua nuova missione di vigilante lo porta a girare la città in cerca di situazioni che lo possano far apparire come un eroe, sebbene a volte queste situazioni vengano provocate da Adam stesso.
Partendo da presupposti sbagliati, e senza comprendere a pieno lo scopo della sua missione né l'essenza dei suoi nemici, Adam ricorre alla violenza come unico mezzo di rimozione del male.
La disperazione dei suoi atti sembra voler dare alla sua vita uno scopo, senza il quale gli parrebbe vuota e senza senso; parallelamente alle guerre combattute in Vietnam dal padre e nella Seconda guerra mondiale dal nonno, anche Adam cerca una guerra da combattere, senza riuscire a comprendere che l'attuale presente è fatto di sfumature e piccole trasgressioni, mentre gli assoluti si trovano solo nei fumetti.